# Wanessa Camargo (álbum de 2001)
Wanessa Camargo é o segundo álbum de estúdio da artista musical brasileira de mesmo nome, lançado em 10 de novembro de 2001 pela BMG. O álbum gerou três singles: "Eu Quero Ser o Seu Amor", "Tanta Saudade", e "Gostar de Mim". Wanessa Camargo vendeu mais de 300 mil cópias em todo Brasil.

## Desenvolvimento
O álbum segue a mesma linha do primeiro álbum, lançado e 2000, consistindo quase que predominantemente de músicas românticas, trazendo também um leve delineado por canções mais dançantes, como o primeiro single, "Eu Quero Ser o Seu Amor", e as canções "Enfeitiçada" e "Tudo Bem", que mostram um expressivo amadurecimento na voz da cantora. Wanessa Camargo traz também a faixa interativa para computador, com depoimentos da cantora e o videoclipe da canção "Eu Posso Te Sentir", dirigido por João Elias Junior, e que é a versão em português de "Breathe", da cantora estadunidense de música country Faith Hill, presente no primeiro álbum de Wanessa. 
Embora "Gostar de Mim", versão em português de "Never Goin' That Way Again" feita por Dudu Falcão, tenha sido canção de trabalho e recebido um videoclipe, dirigido por Hugo Prata, ela não foi  incluída nos shows da cantora.

## Recepção
Tanta Saudade esteve na posição 18 entre as 100 músicas mais tocadas das rádios em 2002, enquanto Eu Quero Ser O Seu Amor aparece na posição 71 de 100 mais tocadas do mesmo ano

## Lista de faixas
| N.º            | Título                                              | Compositor(es)                                           | Duração |  |
| 1.             | "Eu Quero Ser o Seu Amor"                           | César Lemos Karla Aponte                                 | 4:20    |  |
| 2.             | "Se Aquela Estrela é Sua" ("Kiss Across The Ocean") | Jason Deere Alexa Falk Natalie Falk Dudu Falcão (versão) | 3:49    |  |
| 3.             | "Tanta Saudade" ("Heaven Came Down")                | Deere Bonnie Baker Kellie Coffey Falcão (versão)         | 3:50    |  |
| 4.             | "Tudo Bem"                                          | Lemos Zé Henrique Aponte                                 | 3:54    |  |
| 5.             | "Um Grande Amor" ("I'm Missing You")                | Deere Alexa Falk Falcão (versão)                         | 3:58    |  |
| 6.             | "Amor de Verão" ("Amor de Verano")                  | Deere Lemos Aponte                                       | 3:12    |  |
| 7.             | "Gostar de Mim" ("Never Goin' That Way Again")      | Deere Marie Wilson Falcão (versão)                       | 3:20    |  |
| 8.             | "Enfeitiçada" ("Que Me Pasa?")                      | Ramatis Moraes Lemos Aponte                              | 3:51    |  |
| 9.             | "Eu Estarei Aqui" ("You Can Let Me Down")           | Trina Harmon Deere Coffey Falcão (versão)                | 3:39    |  |
| 10.            | "De Onde Você Vai Surgir"                           | Lia Soares Márcio Cruz Pedro Barezzi                     | 3:27    |  |
| 11.            | "Um Outro Alguém" ("To Love Again")                 | Deere Falcão (versão)                                    | 3:19    |  |
| 12.            | "Vou Gritar Seu Nome"                               | Wanessa Camargo Juno                                     | 3:07    |  |
| 13.            | "Never Goin' That Way Again"                        | Deere Wilson                                             | 3:20    |  |
| 14.            | "You Can Let Me Down"                               | Harmon Deere Coffey                                      | 3:29    |  |
| Duração total: | Duração total:                                      | Duração total:                                           | 50:35   |  |

| Wanessa Camargo – Conteúdo interativo |                                                  |                                                 |                   |         |  |
| N.º                                   | Título                                           | Compositor(es)                                  | Diretor           | Duração |  |
| 15.                                   | "Entrevista + videoclipe de "Eu Posso Te Sentir" | Byron Gallimore Faith Hill Dudu Falcão (versão) | João Elias Junior | 7:38    |  |
| Duração total:                        | Duração total:                                   | Duração total:                                  | Duração total:    | 58:13   |  |

## Certificações
| Chart                   | Certificação |
| ----------------------- | ------------ |
| Brasil CDs Sales (ABPD) | Ouro         |